# Androklus (Sklave)
Androklus war ein Sklave eines römischen Proconsuls, der im 1. Jahrhundert n. Chr. lebte und bekannt wurde, weil er eine Damnatio ad bestias auf wunderbare Weise überlebte.

## Überlieferung
Aulus Gellius überlieferte in seinen Attischen Nächten die Begebenheit. Er gibt dabei als Quelle das Werk Die Wunder Ägyptens des Autors Apion Plistonikes an, der sich selbst als Augenzeugen bezeichnete:
Androklus war der Sklave des Proconsuls der Provinz Africa. Da er von seinem Herrn misshandelt wurde, floh er und versteckte sich in einer Höhle. Kurze Zeit später kam auch ein Löwe in die Höhle. Der Löwe war an der Pranke verletzt. Er kam auf Androklus zu und streckte ihm die Pranke entgegen, als würde er ihn um Hilfe bitten. Androklus entfernte den Dorn und der Löwe war bald wieder wohlauf. Von nun an blieben sie zusammen. Der Löwe teilte mit Androklus seine Beute, der das Fleisch in der Sonne trocknete, da ein Feuer sein Versteck verraten hätte. Nach drei Jahren jedoch verließ er die Höhle und wurde von Soldaten festgenommen, nach Rom gebracht und zum Tode durch die Damnatio ad bestias im Circus Maximus verurteilt. Doch der Löwe, dem er in der Arena ausgesetzt wurde, war der Löwe, mit dem er zusammen in der Höhle gelebt hatte. So wurde er nicht gefressen, sondern der Löwe kam auf ihn zu und leckte ihm die Hände. Daraufhin wurde er begnadigt und erhielt den Löwen geschenkt, den er von nun an an der Leine durch die Stadt führte.

## Rezeption in Film und Literatur

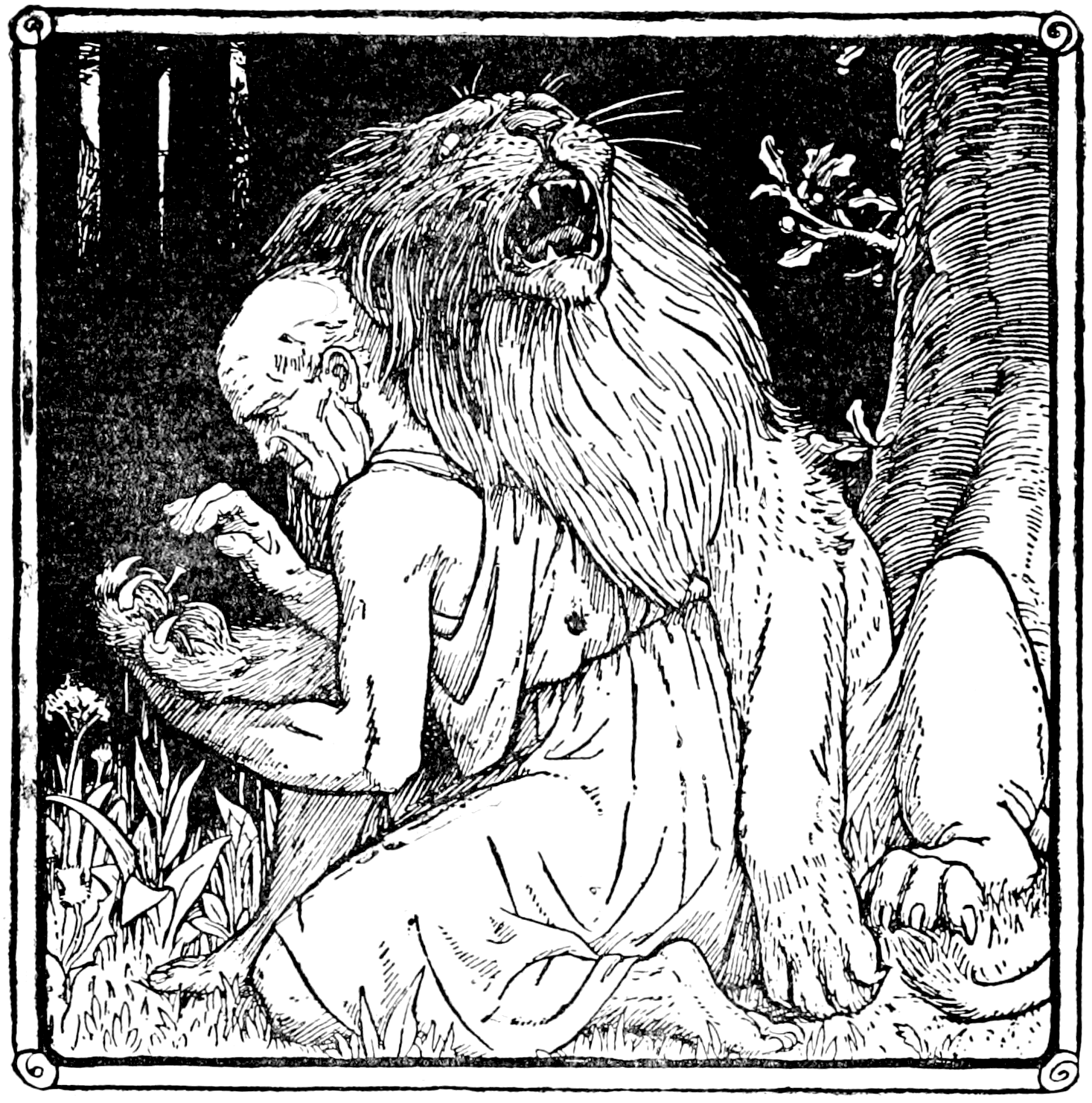
Fantasiedarstellung des Androklus durch John D. Batten in einem Märchenbuch aus dem Jahr 1916

George Bernard Shaw verarbeitete diese Geschichte 1912 in seinem Theaterstück Androcles and the Lion. Dieses wurde 1952 von Chester Erskine verfilmt. Die lose auf Shaws Bearbeitung fußende DEFA-Märchenverfilmung fürs Fernsehen Androklus und der Löwe, Regie: Kurt Jung-Alsen mit Herbert Köfer, Claus Schulz, Gerhard Bienert, Marita Böhme u. a. erfolgte 1968, schon 1966 erschien in der Reihe Die kleinen Trompeterbücher Androklus und der Löwe von Franz Fühmann. 
Auch als Kinderbuchstoff trat die Geschichte in Erscheinung. 1970 erschien sie im Verlag Carl Ueberreuter, Wien/Heidelberg unter dem Titel „Androklus und der Löwe“ mit Illustrationen von Janusz Grabianski, nacherzählt von Gwen Marsh, übersetzt aus dem Englischen von Ingrid Weixelbaumer. Ein Pixi-Bilderbuch der Autorin Birthe Dietz und des Illustrators Iben Clante mit demselben Titel erschien 1979.
In der christlichen Hagiographie findet sich eine ähnliche Geschichte in der Legende des heiligen  Hieronymus; deshalb wird der Heilige ikonographisch zumeist mit einem Löwen dargestellt.